# ウルク溝
ウルク溝（ウルクこう、英: Uruk Sulcus）は、木星の衛星ガニメデのガリレオ地域の端に位置する、明るい溝。
長さ2,200km、他の暗い地形より比較的若いと考えられた、名前は古代メソポタミアの都市ウルクに由来する。